# СК Сава (Русе)
„Сава (Русе)“ е несъществуващ български футболен отбор от Русе.

## История

### Родина
Клубът е сформиран през 1913/14 г. от младежи, членове на футболната секция към юношеското туристическо дружество „Дунав“. С.к. „Сава“ обхваща района от местността „Каша“ под дълбокия път около хотел „Рига“ до русенскта мелница, с игрище до бившта железничарска баня.
Основатели на тима са младите дунавци: братята Любен и Карло Червениванови (синове на собственика на Русенската оцетена фабрика доктор Червениванов), Любен и Минчо Бъчварови, Георги и Станчо Таласъмови, братя Мушанови, Борис Иванов (Паляндрата), Борис Тихчев, Иван Иванов (Коджата) и други. Новообразуваният отбор се нарича с.в. „Родина“. Той е едно от първите самостоятелни футблни дружества в Русе. Тренировките и мачовете се провеждат на игрището в „Алеите“ (намиращо се между сегашната Русенска районна болница и Домът на културата).
През 1917/18 г. в пристанището на Русе акостират три австрийски съюзнически бойни кораби: „Сава“, „Бодрог“ и „Генеш“. Моряците канят футболистите на „Родина“ да изиграят футболен мач. Мачът е много оспорван и завършва с победа за русенци с 2:1. В знак на уважение за голямото майсторство на победителите е връчено флагче с надпис: „Sawa“, което принадлежи на единия от австрийските кораби. От този ден нататък с.к. „Родина“ се преименува на с.к. „Сава“.

### Сава
„Сава“ (Русе) успява да запише две забележителни постижения записва името си с номер едно в листата на клубовете градски първенци (1922 г.) и постига първата международна победа на Русе в град Гюргево срещу едноименния отбор с 1:0. Срещите са две с разменено домакинство.
За тези мачове съседите от „Гюргево“ сформират един интернационален екип през 1919 г. (в състава са включени най-добрите футболисти сред шлепчиите – унгарци, австрийци, чехи и други). За да бъдат равностойни русенци извикват няколко варненски играчи, начело с нападателите Орфански и Люцканов. Първата среща е в Русе и завършва 1:0.
През юни 1921 г. Сава взима участие в учредяването на Севернобългарската спортна лига, а през февруари 1923 г. е сред учредителите на Русенския спортен съюз. В рамките на календарната година е проведено първото първенство под егидата на Съюза, но то не излъчва победител, тъй като в хода на сезона някои отбори се отказват от участие. Към ноември 1923 г. клубът има над 100 члена, а освен това футболен и баскетболен отбор. Съществува самостоятелно до 22 юни 1924 г., когато се обединява с ФК Христо Ботев под името Кубрат.

### След обединението
Отборът на Кубрат съществува две години, след което се обединява с Напредък (Русе) под името Ботев. През 1930 г. Ботев се преименува отново на Напредък. От втора и трета футболна чета на с.к. „Сава“ се зараждат „Напредък“ и „Левски“.
В периода 1943/49 тимът е преименуван на „Партизанин“ (Русе), който участва в сформирането на обединения „Дунав“ на 23 март 1949 година, заедно с отборите на „Динамо“, „Локомотив“ и „Русенец“.

## Успехи
Градско първенство на Русе и Русенска спортна област (РСО)
- Шампион (2): 1922, 1923

## 11-те победили сборния австрийски отбор
- 1. Любен Бъчваров
- 2. Георги Горанов
- 3. Минчо Бъчваров
- 4. Георги Борисов
- 5. Киро Енчев
- 6. Йордан Лазаров (Саната)
- 7. Панайот Гъдуларов
- 8. Гавраил Гавраилов (Гилю)
- 9. Йордан Дюлгеров
- 10. Борис Йорданов (Паляндрата)
- 11. Борис Тихчев

## Международните мачове
(1917-1949)
| Година  | Номер | Град    | Страна | Отбор                     | Резултат |
| ------- | ----- | ------- | ------ | ------------------------- | -------- |
| 1917/18 | 1     | Русе 1  |        | „Австрийски морски отбор“ | 2:1      |
| 1919    | 2     | Русе    |        | „Гюргево“                 | 1:0      |
|         | 3     | Гюргево |        | „Гюргево“                 | 1:0      |

- 1. Играят като „Родина“;